# Euskaltel-Euskadi (1994–2013)

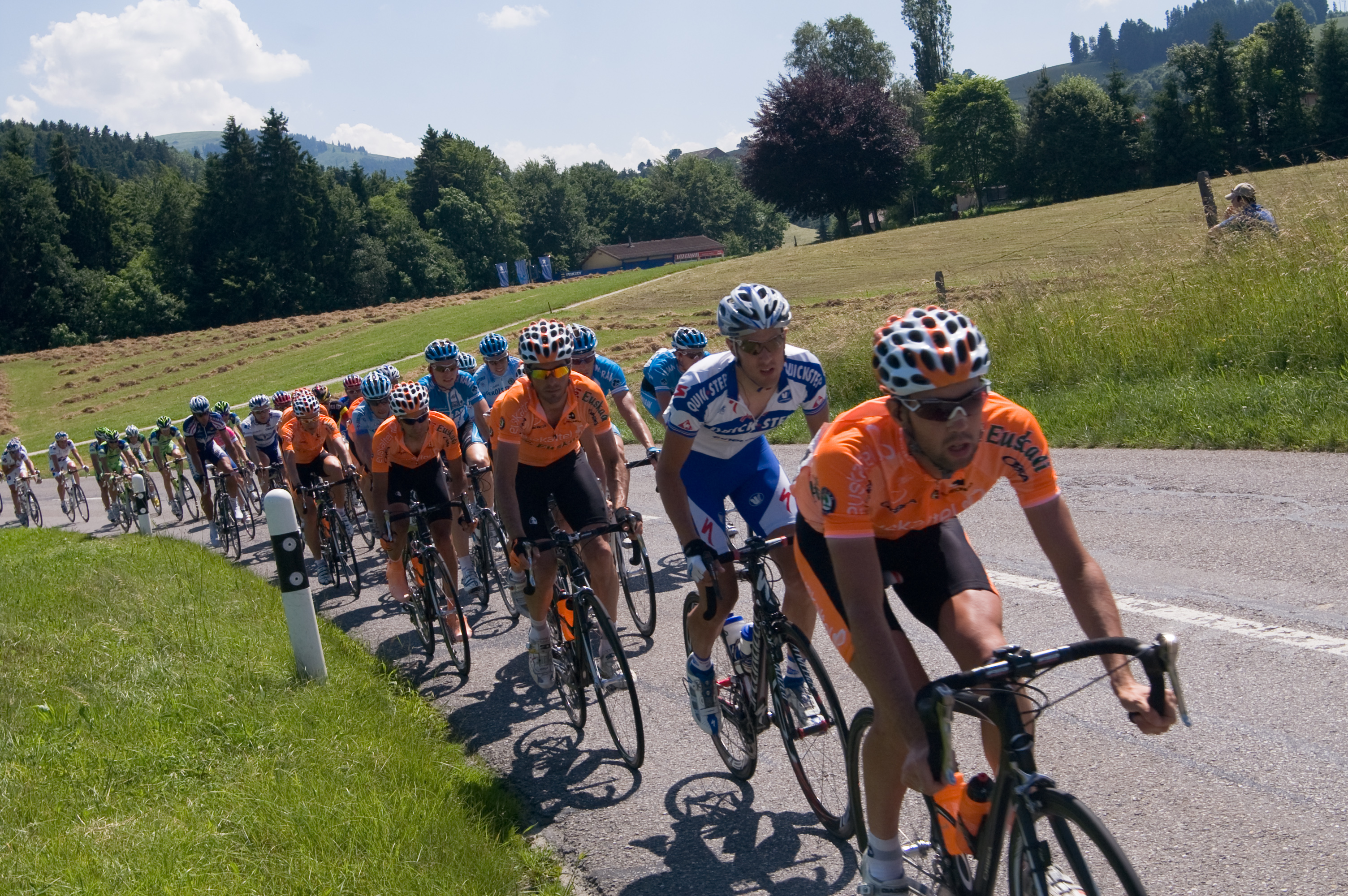
Equipe "Euskaltel-Euskadi" no "Tour de Suisse 2008"

Euskaltel-Euskadi é uma equipa de ciclismo profissional com sede em Espanha. A equipe existe desde 1994. Pela primeira vez na sua história, em 2013 a equipa incorporou atletas oriundos de fora do País Basco, onde se inclui o Português Ricardo Mestre. No iniçio da sua participação na Vuelta a España 2013 a equipe anunciou que a 68ª Edição da Vuelta a España será sua última competição. Devido à problemas financeiros, que culminaram na queda de patrocínio, os dirigentes afirmaram que a equipe estará extinta a partir de 2014 entretanto em 2 de setembro, 2013 foi anunciado que o piloto de Formula 1 Fernando Alonso tinha assumido a sobrevivência da equipe ao comprar a licença UCI World Tour e assegurado a retenção de muitos dos seus pilotos, e que iria mudar a sede da equipe para as Asturias, a sua região natal.